# Джим-Джим
Водоспад Джим-Джим (англ. Jim Jim Falls) — водоспад в Австралії у Національному парку Какаду. Вода спадає вниз зі скелі заввишки понад 200 метрів. Район водоспаду Джим Джим занесений до Списку національної спадщини Австралії.

## Опис
Водоспад Джим-Джим розташовується на території національного парку Какаду, і стоїть на першому місці в списку всіх його пам'яток. Відвідати його можна тільки під час сухого сезону, як правило, з червня до листопада. У цю пору року потік води через водоспад суттєво зменшується, а іноді річка й зовсім пересихає.
Щоб дістатися до водоспаду Джим-Джим, необхідно подолати 60 км грунтової дороги. Останні 10 км дороги проходять через кілька маленьких річок. Від стоянки автомобілів прокладена стежка до водоспаду відстанню 900 метрів крізь просіку мусонного лісу, де всюди зустрічаються великі валуни. Вона веде прямо до глибокого водоймища біля підніжжя водоспаду.